# Soyuz 7K-L1
A Soyuz 7K-L1, também conhecida como Zond do termo em russo Зонд, ou Sonda,
foi projetada para ser usada no Programa lunar tripulado soviético, mais especificamente no subprograma Lunar L1.
A Soyuz 7K-L1, foi projetado para circundar a Lua sem entrar em órbita, numa viagem de ida e volta imediata. ela foi baseada na Soyuz 7K-OK, com vários componentes sendo retirados para reduzir o peso do veículo, incluindo a retirada do módulo orbital, substituído por uma antena parabólica de alto ganho e um paraquedas de reserva.
Foram incluídas uma plataforma giroscópica e sensores de navegação estelar. Essa espaçonave era capaz de transportar dois astronautas. No início, havia sérios problemas de confiabilidade, tanto na espaçonave, quanto no lançador, o foguete Proton UR-500K.